# Séminaire sur la jeunesse
Séminaire sur la jeunesse est un roman de l'écrivain italien Aldo Busi publié en français en 1988. C'est le premier de deux Bildungsroman (romans de formation) de l'auteur,. 

## Résumé
Roman de formation (Bildungsroman) et de voyage, le Séminaire suit les déplacements du protagoniste, Barbino, entre l'Italie, la France et l'Angleterre: d'un côté le pays natal insupportable, d'où Barbino s'éloigne  pour y revenir occasionnellement et après s'échapper à nouveau; de l'autre côté Lille et Paris avec sa frénésie post-soixante-huit où il est accueilli et dorloté par un trio de femmes très particulières (Arlette, Suzanne et Geneviève) et qui, depuis la première rencontre, semble cacher un secret.

## Éditions
- Aldo Busi, Séminaire sur la jeunesse, traduit par Monique Aymard, Paris : Presses de la Renaissance, 1988, 320 p.,  (ISBN 978-2-85616-455-6)